# Jackson (Michigan)
Pour les articles homonymes, voir Jackson.
Jackson est une ville américaine située dans le sud de l'État du Michigan. La ville est le siège du comté de Jackson. 
Au recensement de 2000, la ville comptait 36 316 habitants. 
William Porter, champion olympique du 110 m haies, y est né en 1926.